# Lorenzo Finn
Lorenzo Mark Finn, né le 19 décembre 2006 à Gênes, est un coureur cycliste italien. Il est notamment champion du monde sur route juniors en 2024.

## Biographie
Chez les juniors (17/18 ans), Lorenzo Finn réalise en 2023 une bonne première saison, obtenant plusieurs tops 10 sur le calendrier international, dont une deuxième place au classement général du Giro della Lunigiana. En 2024, il rejoint la Team Grenke-Auto Eder, l'équipe junior liée à la formation World Tour Red Bull-Bora-Hansgrohe. Il attire l’attention avec ses résultats sur route. Il remporte le classement général d'Aubel-Thimister-Stavelot, se classe à nouveau deuxième du Giro della Lunigiana et prend la troisième place du Tour du Valromey. Au niveau national, il devient double champion d'Italie après ses succès sur la course en ligne et le contre-la-montre. En fin de saison, à Zurich, il est sacré en solitaire championnat du monde sur route juniors, dans des conditions dantesques.
En 2025, il rejoint la formation continentale Red Bull-Bora-Hansgrohe Rookies, la nouvelle équipe de développement liée à Red Bull-Bora-Hansgrohe. Il effectue sa reprise au mois de janvier lors des épreuves du Challenge de Majorque, où il court avec la formation World Tour. Après une troisième place au Tour de la province de Reggio de Calabre et une cinquième place sur Liège-Bastogne-Liège espoirs, il remporte sa première victoire en avril lors du Giro del Belvedere. Dans la foulée, il se classe deuxième au Gran Premio Palio del Recioto.

## Palmarès et résultats

### Par années
- 2023
  - Trofeo Sportivi di Pieve al Toppo
  - Sandrigo-Monte Corno
  - Trofeo Sistemi Ambientali
  - Trofeo GS Pian Camuno
  - Collegno-Sestriere
  - Coppa 29 Martiri di Figline di Prato
  - Olgiate Molgora-Ghisallo
  - 2e du Giro della Lunigiana
- 2024
  -  Championnat du monde sur route juniors
  -  Championnat d'Italie sur route juniors
  -  Championnat d'Italie du contre-la-montre juniors
  - 1re étape secteur A de l'Eroica Juniores (contre-la-montre par équipes)
  - Gran Premio Eccellenze Valli del Soligo (contre-la-montre par équipes)
  - Aubel-Thimister-Stavelot :
    - Classement général
    - 3e étape
    - 3e étape du Giro della Lunigiana

  - Olgiate Molgora-Ghisallo
  - 2e du Giro della Lunigiana
  - 2e du Trofeo Guido Dorigo
  - 3e du Tour du Valromey
  - 7e du championnat d'Europe du contre-la-montre juniors
  - 7e du championnat du monde du contre-la-montre juniors
- 2025
  - Giro del Belvedere
  - 2e du Gran Premio Palio del Recioto
  - 2e de la Flèche ardennaise
  - 3e du Tour de la province de Reggio de Calabre

## Distinctions
- Oscar TuttoBici des juniors : 2024